# Kathrin Müller (triatleta)
Kathrin Müller (9 de enero de 1984) es una deportista alemana que compitió en triatlón. Ganó una medalla de oro en el Campeonato Mundial de Triatlón Campo a Través de 2014, y dos medallas de oro en el Campeonato Europeo de Triatlón Campo a Través en los años 2013 y 2014.

## Palmarés internacional
| Campeonato Mundial | Campeonato Mundial | Campeonato Mundial | Campeonato Mundial |
| Año                | Lugar              | Medalla            | Prueba             |
| ------------------ | ------------------ | ------------------ | ------------------ |
| 2014               | Zittau (Alemania)  | Medalla de oro     | Individual         |
| Campeonato Europeo |                    |                    |                    |
| Año                | Lugar              | Medalla            | Prueba             |
| 2013               | Strobl (Austria)   | Medalla de oro     | Individual         |
| 2014               | Cerdeña (Italia)   | Medalla de oro     | Individual         |